# Albanees-Orthodoxe Kerk
De Albanees-Orthodoxe Kerk of Autocefaal Orthodoxe Kerk van Albanië (Albanees: Kisha Ortodokse Autoqefale e Shqipërisë) is een autocefale kerk behorende tot de oosters-orthodoxe kerken.

## Geschiedenis
Volgens de overlevering predikte de apostel Paulus het christendom in de Romeinse provincie Illyricum , waar het huidige Albanië deel van uitmaakte. In 58 AD was er reeds een bisschop in Dyrrhachium. Andere bisschoppen werden gewijd in Apollonia, Buthrotum en Scodra.
Bij de splitsing van het Romeinse imperium in 395 werd Illyricum een deel van het Byzantijnse Keizerrijk.
Tijdens de Osmaanse overheersing bekeerden de meeste Albanezen zich tot de islam. In het Osmaanse Rijk werd de Orthodoxe Kerk echter verboden noch vervolgd, en de twee geloofsgemeenschappen konden naast elkaar blijven bestaan. Ook het rooms-katholicisme deed zijn intrede in Albanië, door de grote culturele invloed die Italië op het land had.
De Albanese autocefale orthodoxe kerk werd in 1907 in Boston gesticht door Fan Noli, die de eerste aartsbisschop werd. Deze Albanese orthodoxe kerk werd echter niet erkend door het patriarchaat van Constantinopel. Pas in 1937, na moeizame onderhandelingen, werd de Albanese Autocefale Orthodoxe Kerk erkend door het Patriarchaat van Constantinopel. Kristofor Kisi werd de eerste Primaat van de kerk.
De Albanees-Orthodoxe Kerk heeft erg geleden onder het communistische regime van Enver Hoxha.
In 1946 werden de religieuze groeperingen onder staatscontrole geplaatst. Godsdienstonderwijs in de scholen werd verboden. De seminaries werden gesloten evenals de door de kerk gesteunde liefdadigheidsinstellingen. De openbare activiteit van de clerus diende beperkt te zijn tot de kerkgebouwen en er ontstond een strenge controle op de publicaties van de kerk.
In 1967 werden alle kerken gesloten. Ze werden ofwel vernietigd ofwel gesloten of voor seculiere doeleinden gebruikt. Kerkdiensten werden verboden en geestelijken werden vaak gearresteerd en opgesloten.
Vanaf december 1990 zijn openbare liturgische diensten opnieuw toegelaten. Verschillende kerkgebouwen werden in zwaar beschadigde staat teruggegeven.

## Huidige situatie
De Griekse geestelijke Anastasios was van 1991 tot zijn overlijden op 25 januari 2025 hoofd van de Albanees-Orthodoxe Kerk met als titel aartsbisschop van Tirana, Durrës en geheel Albanië, met zetel in Tirana. Op 16 maart 2025 werd metropoliet Johannes van Korçë verkozen tot aartsbisschop.
De Albanees-Orthodoxe Kerk telt zes bisdommen:
- het aartsbisdom van Tirana, Durrës en geheel Albanië
- de metropolie van Berat, Vlora, Kanin, en geheel Myzeqe
- de metropolie van Korçë
- het bisdom van Gjirokastër
- het bisdom van Apolonia
- het bisdom van Kruja

De meeste bewoners van Albanië zijn islamitisch (57%). 10 % is katholiek en 7% van de bevolking hoort bij de Albanees-Orthodoxe Kerk. Er heerst nog altijd een goede verstandhouding met het islamitische bevolkingsdeel.
Slechts een gering percentage van de Albanezen praktiseert zijn religie. De statistieken van het aantal mensen die geen geloof aanhangen verschillen nogal. Schattingen lopen uiteen van 0% tot 74%. Deze grote statistische verschillen zijn ook zichtbaar bij het aantal moslims.

### Demografie
Officieel behoren er ongeveer zo'n 190.000 inwoners tot de Albanees-Orthodoxe Kerk. Hiermee vormen ze net iets minder dan 7% van de totale bevolking van Albanië. Ze wonen vooral in het zuiden van het land. 
| Prefectuur       | Bevolking (2011) | Aantal orthodoxen | %      |
| ---------------- | ---------------- | ----------------- | ------ |
| Fier             | 310.331          | 42.695            | 13,76% |
| Tirana           | 749.365          | 37.890            | 5,06%  |
| Korçë            | 220.357          | 35.814            | 16,25% |
| Vlorë            | 175.640          | 24.125            | 13,74% |
| Elbasan          | 295.827          | 15.295            | 5,17%  |
| Gjirokastër      | 72.176           | 12.583            | 17,43% |
| Berat            | 141.944          | 10.624            | 7,48%  |
| Durrës           | 262.785          | 8.675             | 3,30%  |
| Shkodër          | 215.347          | 813               | 0,38%  |
| Lezhë            | 134.027          | 333               | 0,25%  |
| Dibër            | 137.047          | 123               | 0,09%  |
| Kukës            | 85.292           | 22                | 0,03%  |
| Albanië (totaal) | 2.800.138        | 188.992           | 6,75%  |

## Lijst vanaartsbisschoppenvanTirana
| Naam                                               | Afb. | Periode     |
| -------------------------------------------------- | ---- | ----------- |
| Aartsbisschoppen van Tirana                        |      |             |
| Visarion Xhuvani                                   |      | 1929 - 1937 |
| Kristofor Kisi                                     |      | 1937 - 1948 |
| Pashko Vodica                                      |      | 1948 - 1966 |
| Damian Kokonesi                                    |      | 1966 - 1967 |
| geen godsdienst toegestaan in de periode 1967-1990 |      |             |
| Anastasios Yannoulatos                             |      | 1992 - 2025 |